# Jesús Gámez
Jesús Gámez Duarte (Fuengirola, 10 de Abril de 1985)  é um ex-futebolista espanhol que atuava como lateral-direito.

## Trajetória

### Malaga
Nascido em Fuengirola, Málaga, Andaluzia, Gámez estreou como profissional pelo Malaga B na temporada 2003-04 pela Segunda Divisão. No entanto, no meio da temporada 2005-06, foi promovido para a primeira equipe, fazendo sua estreia na La Liga, em 27 de Novembro de 2005 em uma derrota de 3-2 para o Getafe.
Gámez foi feito capitão de Málaga, no Verão de 2011, após a aposentadoria do veterano Francesc Arnau. Em 29 janeiro de 2012, ele fez sua partida de número 200 na Liga, jogando um minuto em um derby local contra o Sevilla FC (2-1 vitória em casa); nessa mesma temporada, ele ajudou os Boquerones a terminar a competição em quarto lugar, classificando a equipe para os Play-offs de Qualificação da UEFA Champions League 2013.
Em 15 de maio de 2012, Gámez renovou seu contrato com Málaga até junho de 2016. Em 21 de outubro do ano seguinte, acrescentou mais um ano ao seu contrato.

### Atlético de Madrid
Em 8 de agosto de 2014, Gámez assinou um contrato de três anos com o atual campeão Atlético de Madrid.

## Títulos

### Clube
Atlético Madrid
- Supercopa da Espanha: 2014
- Troféu Ramón de Carranza: 2014, 2015

Newcastle
- Campeonato Inglês - 2ª Divisão: 2016–17

### Seleção
- Jogos do Mediterrâneo: 2005